# Őrlőmű
Őrlőmű Gyöngyössolymos községhez tartozó, egykor a közeli kőbányák őrlőműve. A magasabban fekvő hegyoldalakon található bányákból drótkötélpályán, csillékben érkezett az őrölni szánt rengeteg kő. Mára már teljesen elhagyatott, de még álló épületegyüttes.

## Története
Az Őrlőmű építésének pontos dátuma nem ismert, de feltehetően 1930-as években épült. Feladata a közvetlenül mellette lévő bányából drótkötélpálya segítségével ideszállított kőanyag összezúzása volt, később a Felső-Mátrában, az úgynevezett Újbányában kitermelt kőanyagot is ide szállították összezúzásra, majd innen szállították tovább az összezúzott követ Gyöngyösre, 1979-ig vasúton, ezt követően közúton. A rendszerváltozás után, mint sok más bánya, ez is megszűnt, az épületeket felhagyták. Napjainkban romosan ugyan, de a főbb épületek még láthatók.

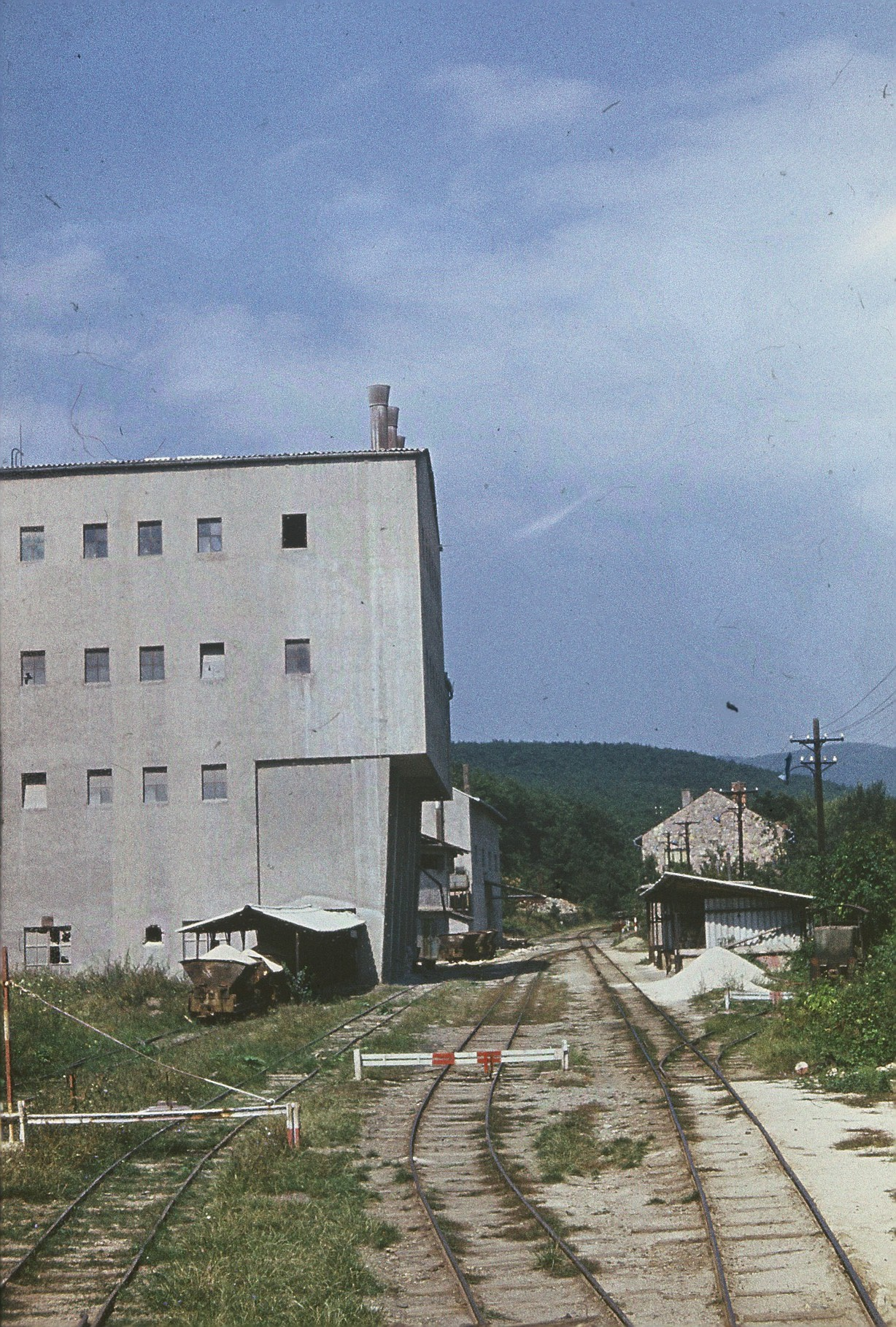
Őrlőmű az 1970-es években

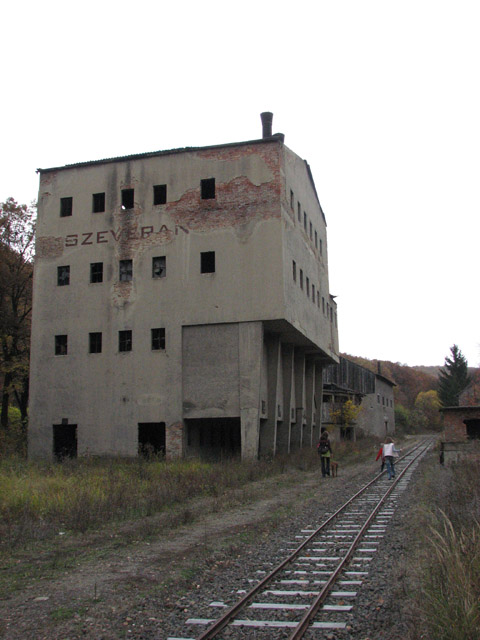
Őrlőmű napjainkban

## Mátravasút
A Mátravasút harmadik legnagyobb állomása volt. 1979. március 13-ig a vasút szállította az itt összezúzott követ Gyöngyösre, ezt követően közúton szállították, majd azon sem. Az állomás vágányhálózata a 2000-es évekre teljesen felszámolásra került, már csak az átmenő fővágány van meg.
2014-től a vonatok nem állnak meg.

## Filmek
Az Őrlőműben több filmet is forgattak, ezekből az ismertebbek a Sobri (2002) és a Csapatleépítés (2006) c. filmek.